# 50 Cent Is the Future
50 Cent Is the Future è il primo mixtape del rapper statunitense 50 Cent realizzato con il gruppo G-Unit e pubblicato nel 2002.

## Tracce
1. U Should Be Here
2. Bump dat Street Mix (feat. Tony Yayo)
3. The Banks Workout (feat. Lloyd Banks)
4. Whoo Kid/Kay Slay Shit"
5. 50 Cent Just Fucking Around
6. G-Unit Soldiers
7. Got Me a Bottle (feat. Lloyd Banks)
8. Tony Yayo Explosion (feat. Tony Yayo)
9. Clue/50
10. A Lil Bit of Everything U.T.P. (feat. UTP & Young Buck)
11. Cut Master C Shit
12. Call Me (feat. Tony Yayo)
13. 50/Banks (feat. Lloyd Banks)
14. Surrounded by Hoes
15. G-Unit That's What's Up
16. Bad News